# تاش‌لی‌دره (بولوادین)
تاش‌لی‌دره (به ترکی استانبولی: Taşlıdere) یک منطقهٔ مسکونی در ترکیه است که در بولوادین واقع شده‌است.